# Середнє абсолютне відхилення
Середнє абсолютне відхилення (англ. average absolute deviation або mean absolute deviation (MAD)) — в теорії ймовірностей та математичній статистиці міра мінливості випадкової величини. Характеризує розсіяння значень випадкової величини навколо центру розподілу: більшому середньому абсолютному відхиленню відповідає більший розкид значень навколо центру.
Середнє абсолютне відхилення як міра розсіяння в порівнянні зі стандартним відхиленням та дисперсією стійкіша до викидів, простіша для інтуїтивного розуміння: дає інформацію, наскільки далеко від центру розподілу в середньому знаходяться значення випадкової величини. В порівнянні з розмахом має перевагу в тому, що розраховується за всіма значеннями, тому містить інформацію про характер розподілу значень. Разом з тим, середнє абсолютне відхилення не дуже зручне для математичних перетворень, зокрема з модулями не дуже зручно працювати під час інтегрування та диференціювання, тому використовується відносно рідко, однак на початкових етапах становлення обчислювальної техніки широко використовувалося, наприклад, в дослідженні операцій, оскільки вимагало менших затрат обчислювальних ресурсів в порівнянні з дисперсією або стандартним відхиленням.

## Визначення
Нехай {\displaystyle X} — випадкова величина з математичним сподіванням μ:
{\displaystyle \operatorname {E} [X]=\mu },
де {\displaystyle \operatorname {E} } — оператор математичного сподівання.
Тоді середнє абсолютне відхилення {\displaystyle d} — математичне сподівання модуля (абсолютного значення) відхилення випадкової величини від її математичного сподівання:
{\displaystyle d=E|X-\mu |}.
Слід зазначити, що визначення середнього абсолютного відхилення неоднозначне, оскільки за міру центру розподілу, крім математичного сподівання, можуть бути прийняті й інші параметри, наприклад, медіана. В такому разі середнє абсолютне відхилення — це математичне сподівання модуля відхилення випадкової величини від відповідного параметра (медіани, моди тощо).

### Неперервна випадкова величина
Для неперервної випадкової величини {\displaystyle X} з функцією густини ймовірностей {\displaystyle f{\bigl (}x{\bigr )}} середнє абсолютне відхилення
{\displaystyle d=\textstyle \int \limits _{-\infty }^{+\infty }\displaystyle |x-\mu |f{\bigl (}x{\bigr )}dx},
де {\displaystyle \mu =\textstyle \int \limits _{-\infty }^{+\infty }\displaystyle xf{\bigl (}x{\bigr )}dx} — математичне сподівання.
Приклад.
Для неперервної випадкової величини {\displaystyle X}, яка рівномірно розподілена в діапазоні від -1 до + 1, середнє абсолютне відхилення
{\displaystyle d=\textstyle \int \limits _{-\infty }^{+\infty }\displaystyle |x-\mu |f{\bigl (}x{\bigr )}dx=\textstyle {\tfrac {1}{2}}\int \limits _{-1}^{+1}\displaystyle |x|dx=-\textstyle {\tfrac {1}{2}}\int \limits _{-1}^{0}\displaystyle xdx+\textstyle {\tfrac {1}{2}}\int \limits _{0}^{1}\displaystyle xdx={\tfrac {1}{2}}}.
Тут було враховано, що в цьому випадку {\displaystyle \mu =0}, {\displaystyle f{\bigl (}x{\bigr )}=0} за межами відрізка {\displaystyle [-1;1]} та дорівнює 1/2 в межах цього відрізка.

### Дискретна випадкова величина
Нехай {\displaystyle X} — дискретна випадкова величина, для якої ймовірність події {\displaystyle X=x_{i}} становить {\displaystyle p_{i}}. Тоді вираз для середнього абсолютного відхилення набуває вигляду:
{\displaystyle d=\sum p_{i}|x_{i}-\mu |},
де {\displaystyle \mu =\sum p_{j}x_{j}} — математичне сподівання.
Приклад.
Під час кидання грального кубика для гри в кості, якщо кубик симетричний, з однаковою ймовірністю 1/6 може випасти будь-яке число від 1 до 6. Фактично, число {\displaystyle X}, що випадає під час кидання кубика, — дискретна рівномірно розподілена випадкова величина, яка може приймати цілі значення в діапазоні від 1 до 6. З урахуванням, що математичне сподівання {\displaystyle \mu ={\frac {1}{6}}\cdot 1+{\frac {1}{6}}\cdot 2+{\frac {1}{6}}\cdot 3+{\frac {1}{6}}\cdot 4+{\frac {1}{6}}\cdot 5+{\frac {1}{6}}\cdot 6=3,5}, середнє абсолютне відхилення цієї величини {\displaystyle d={\frac {1}{6}}(|1-3.5|+|2-3.5|+|3-3.5|+|4-3.5|+|5-3.5|+|6-3.5|)={\frac {1}{6}}(2.5+1.5+0.5+0.5+1.5+2.5)=1.5.}

## Вибіркове середнє абсолютне відхилення
Якщо є вибірка {\displaystyle x_{1},x_{2},...,x_{i},...,x_{n}} значень випадкової величини {\displaystyle X}, то середнє абсолютне відхилення
{\displaystyle d={\frac {1}{n}}\sum |x_{i}-m_{X}|},
де {\displaystyle m_{X}} — статистична оцінка центру розподілу (середнє арифметичне, медіана, мода тощо).
Використання під сумою модулів обумовлено тим, що якщо усереднювати просто лінійні відхилення від середнього арифметичного, то сума, як неважко помітити, буде занулятися. Перехід від лінійних відхилень до їх абсолютних значень дозволяє уникнути обнулення міри. Слід зауважити, що за усереднення лінійних відхилень від медіани або моди сума відхилень (з урахуванням знаків) може й не дорівнювати нулю.
Вибір оцінки центру суттєво впливає на значення середнього абсолютного відхилення, що демонструє наступний приклад. Для набору значень {2, 2, 3, 4, 14}:
| Міра центру {\displaystyle m_{X}} | Значення середнього абсолютного відхилення                                |
| --------------------------------- | ------------------------------------------------------------------------- |
| Середнє арифметичне = 5           | {\displaystyle {\frac {\|2-5\|+\|2-5\|+\|3-5\|+\|4-5\|+\|14-5\|}{5}}=3.6} |
| Медіана = 3                       | {\displaystyle {\frac {\|2-3\|+\|2-3\|+\|3-3\|+\|4-3\|+\|14-3\|}{5}}=2.8} |
| Мода = 2                          | {\displaystyle {\frac {\|2-2\|+\|2-2\|+\|3-2\|+\|4-2\|+\|14-2\|}{5}}=3.0} |

Середнє абсолютне відхилення від медіани менше або дорівнює середньому абсолютному відхиленню від середнього арифметичного. Взагалі, середнє абсолютне відхилення від медіани менше або дорівнює середньому абсолютному відхиленню від будь-якого іншого фіксованого значення.
Середнє абсолютне відхилення від середнього менше або рівне стандартному відхиленню. Для нормального розподілу теоретичне відношення середнього абсолютного відхилення до стандартного відхилення (відношення відповідних генеральних значень) складає {\displaystyle {\sqrt {2/\pi }}}=0.79788456…{\displaystyle \approx }0.8, однак для вибірок це відношення змінюється достатньо в широких межах (не перевищуючи 1), причому зі зменшенням обсягу вибірки відхилення від зазначеного значення може зростати.
Крім середнього абсолютного відхилення як міра розсіяння використовується також відносне середнє абсолютне відхилення {\displaystyle {\frac {1}{n}}\sum {\frac {|x_{i}-m_{X}|}{m_{X}}}}. Прикладом може служити використання відносного середнього абсолютного відхилення від медіани при дослідженні правильності оцінки ринкової вартості нерухомості з метою оподаткування в деяких штатах США.
Вибіркове середнє абсолютне відхилення, як і будь-яка інша статистична оцінка, є випадковою величиною.